# Station Saint-Rambert-en-Bugey
Station St-Rambert-en-Bugey is een spoorwegstation in de Franse gemeente Saint-Rambert-en-Bugey.